# Mount Martha Black
Mount Martha Black är ett berg i Kanada.   Det ligger i territoriet Yukon, i den västra delen av landet, 4 300 km väster om huvudstaden Ottawa. Toppen på Mount Martha Black är 2 492 meter över havet.
Terrängen runt Mount Martha Black är bergig västerut, men österut är den kuperad.Trakten runt Mount Martha Black är nära nog obefolkad, med mindre än två invånare per kvadratkilometer.. Närmaste större samhälle är Haines Junction, 10,8 km nordost om Mount Martha Black.
Trakten runt Mount Martha Black består i huvudsak av gräsmarker.